# 本間仁
本間 仁（ほんま まさし、1907年2月15日 - 2010年8月17日）は、昭和期の土木工学者。専攻は水理学、河川工学、海岸工学。神奈川県横須賀市浦賀出身。東京大学名誉教授。専門は水理学・河川工学・海岸工学。この分野の開拓者、創始者であり、第一人者として学界をリードした。また、指導者として多くの優れた研究者・技術者を育てた。

## 略歴
- 1907年（明治40年）2月15日 神奈川県横須賀市浦賀で父本間源兵衛(土木技師)と母ふみの次男として出生。
- 1924年（大正13年） 第一高等学校理科甲類入学
- 1927年（昭和2年） 同校卒業、東京帝国大学工学部土木工学科入学
- 1930年（昭和5年） 東京帝国大学工学部土木工学科卒業。内務省土木試験所勤務
- 1934年（昭和9年） 横山とし子（東京帝国大学機械工学科横山勝任教授の次女）と結婚
- 1936年（昭和11年）内務省下関土木出張所下関港修築事務所等に勤務
  - 世界に先駆けて近代流体力学を基礎とする理論体系化した「水理学」を刊行。同書は授業のテキストとして使用される間にたびたび改訂され、最終的には「標準水理学」（1962年 丸善刊）が決定稿となった。
- 1938年（昭和13年） 東京帝国大学助教授
- 1943年（昭和18年） 東京帝国大学教授。学位論文「射流現象論」
- 1953年（昭和28年） 米国ミネアポリスでの国際水理学会に出席
- 1963年（昭和38年）〜1965年（昭和40年） 東京大学評議員
- 1964年（昭和39年）〜1967年（昭和42年） 国際水理学会副会長
- 1966年（昭和41年） 東京での国際海岸工学会議組織委員長
- 1967年（昭和42年） 東京大学定年退官。東京大学名誉教授、新設の東洋大学工学部教授。
- 1967年（昭和42年）〜1968年（昭和43年） 台湾・国立成功大学客員教授
- 1969年（昭和44年）〜1977年（昭和52年） 東洋大学第2代工学部長
- 1976年（昭和51年）〜1979年（昭和54年） ユネスコ海洋開発委員会・日本委員会会長
- 1977年（昭和52年） 東洋大学定年退職。海岸環境工学研究センター理事長
- 1978年（昭和53年） 勲三等旭日中綬章を受章
- 1982年（昭和57年） 海岸環境工学研究センター退任
- 2010年（平成22年）8月17日 死去（享年103歳）

### 受賞
- 1942年（昭和17年）土木学会賞 射流現象特に射流の流体抵抗に就て(1)、土木学会誌、第28巻、第5号
- 1944年（昭和19年）土木学会賞 射流現象特に射流の流体抵抗に就て(2)、土木学会論文集、1号、土木学会誌臨時増刊号

### 業績の総括
1. 日本における水理学の創始者である物部長穂の後継者として東京大学で工学部の土木工学第6講座、更には土木工学第2講座を担当した。古典水理学にあらたに流体力学を導入し、世界に先んじて近代的水理学に発展させた。
2. 戦後、日本の将来における海岸工学の重要性にいち早く着目してその導入を計るとともに、土木学会に海岸工学委員会を発足させ、初代委員長に就任した。その後14年の永きにわたり在任し、この分野の世界水準への到達に貢献した。
3. この分野において、多くの指導的研究者、技術者を輩出した。
4. 水理学、河川工学、海岸工学等の専門におけるのみならず、文学、美術、哲学、社会学、宗教など多岐にわたって造詣が深く、その幅広い文化人としての物の見方、思考例、処世訓は4編の随筆集に残されている。

### 戦前期の活動
戦前の本間の仕事の前半は内務省(現、国土交通省)土木試験所および下関港修築事務所でなされたものであり、後半は東京帝国大学での研究である。戦前、戦後(東京大学定年まで)を通じての主な仕事は「本間 仁博士論文選集」に収められている。
戦前の研究を大別すれば、波に関するもの、河川、港湾等の現地調査に関するもの、水面形や越流堰に関するもの、射流に関するものである。当時は射流が研究の先端的課題で、博士論文の課題でもあり、土木学会賞を受賞している。戦後も取り組んだテーマである。本間の最初の論文は「長波の変形に就て」で、数式を駆使した21頁の本格的なものである。戦後、同じような論文が米国BEB（Beach Erosion Board）のTech.Memo.に登載されたのをみて、「英語で発表しておけば良かった」と述懐した。海岸・港湾・漂砂は、戦前から本間の関心の強かった課題であり、戦後、新興の「海岸工学」への素地がすでに認められる。堰を超える流れの理論や実験も長いこと本間の興味を引いた問題であり、戦後、岩崎敏夫(後に東北大学教授)や大西外明(電源開発(株)、理科大学教授)にも研究のテーマとして与えている。

### 戦後の学会活動、研究開発
戦後の本間の活躍は次のように要約される。
1. 土木学会に新設された海岸工学委員会の初代委員長を昭和28年から42年までの14年間にわたって務め、日本の海岸工学を揺籃期から壮年期へと急速な発展に貢献した。
2. 海岸工学を総合科学として位置付け、土木工学以外にひろく地理学、地質学、海洋物理学、気象学、水産学等専門家の参加を積極的に推進し、日本独特の海岸工学づくりを推進した。
3. 他の学界に先立って海外との学術交流を積極的に推進し、自らも世界中の指導的研究者や研究機関との交流を深めたほか、研究論文の英文誌 Coastal Engineering in Japan を創刊して日本の研究成果を海外に紹介し、また日本でアジア最初の国際海岸工学会議を企画、その組織委員長をつとめた。
4. 現地での観測と実測を基にした経験科学を基本として、海岸工学の研究を推進した。例えば、東海村海岸における日本初の原子力発電所の取水口設計の基礎資料取得のための現地調査指導や、新潟西海岸の海岸侵食研究の膨大な資料の解析を指導が好例とされる。日本で海岸工学が発足してからわずか8年後の時点で、現地観測技術に関しては日本は米国に先んじていたとも言われる[誰によって?]。

1953年(昭和28年)、本間は京都大学の石原籐次郎とともに、米国ミネソタで開催された国際水理学会に出席し、これを機に米国全土の有力大学や研究機関を訪問し、同世代の世界のリーダー達と親交を結んだ。この長期の旅行は本間に大きな刺激を与えた。帰国後、本間は当時勃興しつつあった新しい研究分野である「海岸工学」の研究活動を若手の堀川清司(当時東京大学講師・助教授、後に東京大学教授・埼玉大学学長・武蔵工業大学(現・東京都市大学)学長・日本学士院会員)や韓国からの留学生であったChole J. Sonu(鮮于 澈、当時大学院生、後に米国ルイジアナ大学教授・Techmarine社長)を指導して開始した。理論や室内実験のみではなく、現地調査や観測を積極的に行った。また、上述の如く、土木学会に海岸工学研究委員会を立ち上げ、永く委員長を務めた。
東京大学における最終講義は「水理学研究の回顧」(本間 仁博士論文撰集）に採録されている。

### 国際活動、社会活動
戦後未だ外国への渡航が困難な時代から、国際水理学会への参加や論文発表を開始し、1964年（昭和39年）から1967年（昭和42年）の4年間は国際水理学会(IAHR：Int. Assoc. for Hydraulic Research)の副会長を務めた。
本間は、昭和20年代の後期から始まる日本の「海岸工学」の父でもあった。戦後に始まる海岸工学の国際会議にも度々出席し、更に日本での国際会議開催が稀であった時期1966年(昭和41年)に、東京での国際海岸工学会議を主催した。この会議には外国人約80人、国内からは約250名の出席者があり成功裏に終えた。東海村に日本最初の原子力発電所・東海発電所が建設されるに際し、海水によるタービン冷却水取水施設にともなう現地調査を行った。これは、この種の調査としては画期的なものであった。
海岸工学の対象である津波に関しては、1960年(昭和35年)のチリ地震津波の直後、米国ハワイに設置された「ヒロ津波技術顧問委員会」に日本側の委員として参画した。また、2011年3月11日の東北地方太平洋沖地震の津波に対して東北電力の女川原子力発電所が耐えられたのは、建設立地についての本間を含めた委員会の意見を踏まえての東北電力副社長であった平井弥之助の指示、判断によるものであった(日経新聞-2011-10-による)。

## 研究・教育
土木工学、社会基盤工学、都市環境学の基礎科目の一つである水理学を、それまでの実験公式の集積のようなものから、世界に先駆けて1936年(昭和11年)近代流体力学を基礎とする理論体系として打ち立てた。現在刊行されている水理学の教科書は、例外なく本間の水理学に則っている。
戦後間もなく始まった新分野の海岸工学では、大学における研究の指導、土木学会海岸工学委員会の立ち上げと委員長を永く務めた。本間は、優れた教育者でもあった。門下には、林泰造(中央大学教授、国際水理学会会長)、岩崎敏夫(東北大学名誉教授、足利工業大学教授)、吉川秀夫（東京工業大学名誉教授、早稲田大学教授）、堀川清司(東京大学名誉教授、埼玉大学名誉教授、武蔵工業大学(現、東京都市大学)名誉教授、日本学士院会員)、日野幹雄（東京工業大学名誉教授）、Chole J. Sonu (ルイジアナ大学教授、Techmarine社長) など多数の研究者を輩出した。
東京大学定年後は、新設の東洋大学工学部土木工学科に教授として赴任して新学科の充実に尽くしたほか、第2代工学部長としての重責も果した。東京大学定年後の数年間は、台湾成功大学でも教鞭を執り、技術指導に当たった。

## 交友があった人物
| 物部長穂            | 内務省土木試験所長 | 土木試験所時代の上司であり、恩師、東京帝国大学教授(併任)、耐震工学、水理学の創設者、「水理学」(岩波書店)                                                 |
| 安芸皎一            | 東京大学教授       | 資源調査会初代事務局長、同副会長を歴任し、国連アジア極東経済委員会(UNESCO-ECAFE)水資源開発局長、「河相論」(岩波書店)、「物部水理学」（岩波書店）の共編者 |
| 伊藤剛              | 建設省土木研究所長 | 建設省九州地方建設局長、後、新潟大学教授、近畿大学教授。東京大学の一年先輩、河川工学、水理学                                                             |
| 松尾春雄            | 九州大学教授       | 内務省土木試験所の先輩 |
| 石原籐次郎          | 京都大学教授       | 京都大学防災研究所設立者、所長 |
| 大石重成            | 鉄建建設社長       | 第一高等学校時代からの友人、旧国鉄-新幹線建設の責任者 |
| 篠原武司            | 土木学会会長       | 第一高等学校時代からの友人、鉄道技術研究所長、日本鉄道建設公団総裁、新幹線構想の「火付け役」と言われる                                                   |
| 谷一郎              | 東京大学教授       | 第一高等学校時代からの友人、航空力学、流体力学、層流翼の設計開発者、日本学士院会員                                                                       |
| 米元卓介            | 早稲田大学教授     | 第一高等学校時代からの友人 |
| 今井功              | 東京大学教授       | 流体力学、日本学士院会員、文化勲章受章者 |
| 林泰三              | 中央大学教授       | IAHR(国際水理学会)会長 |
| 岩崎敏夫            | 東北大学教授       | 足利工業大学教授 |
| 吉川秀夫            | 東京工業大学教授   | 東京大学併任教授 |
| 岩佐義明            | 京都大学教授       | IAHR(国際水理学会)副会長、土木学会会長 |
| 堀川清司            | 東京大学教授       | 土木学会会長、埼玉大学学長、武蔵工業大学(現、東京都市大学)学長、日本学士院会員                                                                           |
| A.T.Ippen(イッペン) |                    | MIT流体力学研究所長、水理学の世界的リーダー |
| J.W.Johnson         |                    | カリフォルニア大学バークレー校教授、海岸工学の世界的リーダー                                                                                             |
| Ven Te Chow(周文徳) |                    | イリノイ大学教授、Open Channel Hydraulicsの著者、水文学、水理学のリーダー                                                                                |

## 趣味
趣味として書道・水彩画を独習し、素人の域を脱していた。また、囲碁も楽しんだが、特に東京大学教授時代に始めたゴルフでは弟子達と「本間会」を作り、これは最晩年まで続いた。

## 信仰
本間はキリスト教（プロテスタント）信者であり、晩年は目白町教会の長老の役目を務めた。

## 主な著作

### 『水理學』について
後年、「有名な宮本武之輔内務省技師（技術者の地位向上のための技術者運動。信濃川大河津分水工事。1982(明治25)年-1941(昭和16)年、享年49)が企画したシリーズの一冊として水理学を書くことになったが、物部(長穂)先生と同じものを書くわけにはいかないということで、この本が出来た」と述べている。しかし、東京帝国大学卒業後、当時は本郷の東京帝国大学からほど近い駒込にあった内務省試験研究所に入所した本間は、そこから東京帝国大学の理学部に通って応用数学などの講義を受けていたということからも、当時の実験公式の寄せ集めのような水理学には満足出来ず、以前から理論的体系化を考えていたのであろう。しかもこの頃(1932)ロシア出身のColumbia大学教授Boris Bakhumeteff（一時、ロシアの外交官を務めた)により開水路流れの理論が整理され(Hydraulics of Open Channels, McGraw-Hill,1932)、機も熟していたといえる。
全く同じ頃(1938年)同じ方向、つまり‘流体力学を基礎とした理論体系としての水理学を目指した’本が、年齢もほぼ同じ米国のHunter Rouse(1906-1996)によって書かれた。互いに知らずに同じような方向を目指していたのであるが、勿論、両書の具体的な内容は異なっている。

### 教科書、専門書
| 水理学                                              | 工業図書（株）       | 1936年（昭和11年） |
| 高等水理学                                          | 工業図書（株）       | 1942年（昭和17年） |
| 河海工学概論                                        | 佐々木図書出版（株） | 1949年（昭和24年） |
| 流量計算法                                          | 実教出版（株）       | 1950年（昭和25年） |
| 水理学－技術者のための流体力学－                    | 丸善（株）           | 1952年（昭和27年） |
| 新訂高等水理学                                      | 産業図書（株）       | 1955年（昭和30年） |
| 計算図表・図式計算法（内田茂男）                    | （株）コロナ         | 1956年（昭和31年） |
| 河川工学                                            | （株）コロナ         | 1957年（昭和32年） |
| 応用水理学（上）一般水理学（石原藤次郎）            | 丸善（株）           | 1957年（昭和32年） |
| 応用水理学（中Ⅰ）応用水理学Ⅰ（石原藤次郎）          | 丸善（株）           | 1958年（昭和33年） |
| 応用水理学（中Ⅱ）応用水理学Ⅱ（石原藤次郎）          | 丸善（株）           | 1958年（昭和33年） |
| 物部水理学（安芸皓一）                              | 岩波書店             | 1962年（昭和37年） |
| 標準水理学                                          | 丸善（株）           | 1962年（昭和37年） |
| 次元解析・最小2乗法と実験式（春日屋伸昌）           | （株）コロナ         | 1963年（昭和38年） |
| 応用水理学 下I 水理実験（石原藤次郎）               | 丸善（株）           | 1971年（昭和46年） |
| 応用水理学 下II 数値解析・水文観測（石原藤次郎）    | 丸善（株）           | 1971年（昭和46年） |
| 新版流量計算法（荻原能男）                          | 工学図書（株）       | 1972年（昭和47年） |
| 続水理学―技術者のための流体の力学（林泰造）         | 丸善（株）           | 1980年（昭和55年） |
| 新版河川工学 －標準土木工学講座 10                  | （株）コロナ         | 1984年（昭和59年） |
| エクセル河川工学入門（EXCEL土木講座）（荻原国宏他） | インデックス出版     | 2004年（平成16年） |
| エクセル水理学入門（EXCEL土木講座）（荻原国宏他）   | インデックス出版     | 2004年（平成16年） |
| エクセル水理実験入門（Excel土木講座）（荻原国宏他） | インデックス出版     | 2004年（平成16年)  |

### 研究論文
本間仁博士 論文ならびに著書目録、本間 仁博士論文選集 1968年（昭和43年）参照

### 歴史書
私の水理学史（座談・構成／本間仁×林泰造、日野幹雄、荻原国宏） 丸善（株） 1985年（昭和60年）

### 随筆集
| 一粒の麦－満七十五歳記念論文集 | コロナ社 | 1982年5月20日  |
| 水のほとり                     | コロナ社 | 1987年10月20日 |
| 壬申の秋                       |          | 1992年10月1日  |
| 花梨の卓                       |          | 1995年10月     |